# Carlos Rodrigues
Pour les articles homonymes, voir Rodrigues (homonymie).
Carlos Rodrigues est un footballeur portugais né le 18 février 1908 au Portugal et mort à une date inconnue. Il évoluait au poste de milieu de terrain.

## Biographie

### En club
Il évolue toute sa carrière dans le club du CF Belenenses. À une époque où le Championnat du Portugal n'existe pas encore sous la forme d'une première division nationale, il remporte le Campeonato de Portugal en 1929, une compétition dont le format est similaire à la coupe nationale actuelle,.
Il dispute trois matchs dans la nouvelle première division portugaise pour aucun but marqué pour la saison 1934-1935,.

### En équipe nationale
International portugais, il reçoit trois sélections en équipe du Portugal entre 1929 et 1930 toutes les trois en amical.
Son premier match est disputé le 1er décembre 1929 contre l'Italie (défaite 1-6 à Milan).
Sa deuxième sélection est disputée le 12 janvier 1930 contre la Tchécoslovaquie (victoire 1-0 à Lisbonne).
Son dernier match est joué en amical le 23 février 1930 contre la France (victoire 2-0 à Porto).

## Palmarès
Avec le CF Belenenses :
- Vainqueur du Campeonato de Portugal  en 1929 (ancêtre du Championnat du Portugal, sous un format proche de l'actuelle Coupe du Portugal)